# NGC 4261
NGC 4261 je eliptična galaktika iza zviježđa skupa Virgo (Djevice) u W-oblaku.
Aktivna galaktička jezgra (AGN) ima supermasivnu crnu rupu (SMBH) mase 400 milijuna sunčevih masa. s 800 svjetlosnih godina širokim diskom spiralna oblika koju napaja gorivom tu jezgru.

## Vanjske poveznice
- (eng.) SEDS: NGC 4261
- (eng.) Revidirani Novi opći katalog
- (eng.) Izvangalaktička baza podataka NASA-e i IPAC-a
- (eng.) Astronomska baza podataka SIMBAD
- (eng.) VizieR